# خاربن بی‌کاکل
خاربن بی‌کاکل (نام علمی: Carduus acanthoides) نام یک گونه از سرده تاتاری است.